# Комаров, Алексей Александрович
Алексей Александрович Комаров (род. 11 июня 1978, Москва) — российский хоккеист, защитник.

## Биография
С 7 до 12 лет занимался баскетболом. Воспитанник хоккейной СДЮШОР «Динамо» Москва (тренер Владимир Полупанов) и школы «Москвич». Сначала семь лет играл нападающим, но из-за больших габаритов перешёл в защиту. Начинал играть за «Динамо-2», за которое дебютировал в сезоне 1993/94 открытого чемпионата России, проведя один матч. В сезоне 1997/98 также сыграл 21 матч в РХЛ за команду «Динамо-Энергия» Екатеринбург. На драфте НХЛ 1997 года был выбран в 8-м раунде под общим 216-м номером клубом «Даллас Старз». По ходу сезона 1998/99 перешёл в московский «Спартак». В сезоне 2001/02 был самым высоким игроком Суперлиги. Летом 2002 года подписал контракты с новокузнецким «Металлургом» и «Далласом». Первоначально отказался от переезда в Северную Америку из-за перенесённой в апреле сложной операцию на паховых кольцах, но в начале сентября уехал в тренировочный лагерь «Далласа». Сезон 2002/03 провёл в фарм-клубе «Юта Гризлис» из AHL. Вернулся в «Спартак», затем перешёл в «Динамо», за которое 7 декабря 2004 года провёл единственный матч. Выступал за фарм-клуб ХК МВД, затем — за «Витязь» Чехов (2005/06), «Дмитров-2» (2006/07), «Крылья Советов» (2006/07 — 2007/08), «Капитан» Ступино (2007/08).